# Liste der Biografien/Fraj
Liste der Biografien |
Portal Biografien |
Personensuche
# |
A |
B |
C |
D |
E |
F |
G |
H |
I |
J |
K |
L |
M |
N |
O |
P |
Q |
R |
S |
T |
U |
V |
W |
X |
Y |
Z |
?
 
Fa |
Fe |
Ff |
Fh |
Fi |
Fj |
Fk |
Fl |
Fm |
Fn |
Fo |
Fr |
Ft |
Fu |
Fy
 
Fra |
Frc |
Fre |
Frg |
Fri |
Frk |
Frl |
Fro |
Fru |
Fry
 
Fraa |
Frab |
Frac |
Frad |
Frae |
Fraf |
Frag |
Frah |
Frai |
Fraj |
Frak |
Fral |
Fram |
Fran |
Frao |
Frap |
Fraq |
Frar |
Fras |
Frat |
Frau |
Frav |
Fraw |
Fray |
Fraz
Die Liste der Biografien führt alle Personen auf, die in der deutschsprachigen Wikipedia einen Artikel haben. Dieses ist eine Teilliste mit 6 Einträgen von Personen, deren Namen mit den Buchstaben „Fraj“ beginnt.

## Fraj

### Fraja
- Fraja, Rudolf (1892–1964), deutscher Verwaltungsjurist

### Fraje
- Frajerman, Ruwim Issajewitsch (1891–1972), sowjetischer Schriftsteller
- Frajese, Attilio (1902–1986), italienischer Mathematikhistoriker
- Frajew, Soslan (* 1970), russischer bzw. usbekischer Ringer

### Frajn
- Frajndlich, Abe (* 1946), US-amerikanischer Fotograf und Fotojournalist

### Frajt
- Frajt, Ludmila (1919–1999), serbische bzw. jugoslawische Komponistin